# Thomas Meckel
Thomas Meckel (* 9. März 1981 in Assmannshausen) ist ein deutscher Theologe.

## Leben
Thomas Meckel studierte von 2001 bis 2006 katholische Theologie an der Päpstlichen Universität Gregoriana in Rom und an der Johannes Gutenberg-Universität Mainz, wo er den Abschluss als Dipl.-Theol. erwarb. Das Studium (2003–2007) der Germanistik, katholischen Religionslehre und der Bildungswissenschaften schloss er mit dem I. Staatsexamen mit Auszeichnung ab. Aufgrund der Vakanz des Lehrstuhls (2007–2009) übernahm er zusätzliche Aufgaben und auch selbständige Lehraufträge am Seminar für Kirchenrecht, Kirchliche  Rechtsgeschichte und Staatskirchenrecht der Katholisch-Theologischen Fakultät der Johannes Gutenberg-Universität Mainz. Von 2009 bis 2011 war er wissenschaftlicher Mitarbeiter am Lehrstuhl für Kirchenrecht der Katholisch-Theologischen Fakultät der Julius-Maximilians-Universität Würzburg. 2010 schloss er eine hochschuldidaktische Weiterbildung (FBZHL) mit dem Zertifikat Hochschullehre ab. Zum Dr. theol. wurde er im Wintersemester 2010/2011 in Würzburg mit der kirchenrechtlichen und staatskirchenrechtlichen Dissertation Religionsunterricht im Recht. Perspektiven des katholischen Kirchenrechts und des deutschen Staatskirchenrechts promoviert.
Als Akademischer Rat lehrte er von 2011 bis 2014 am Lehrstuhl für Kirchenrecht der Katholisch-Theologischen Fakultät der Julius Maximilians-Universität Würzburg. An der KU Leuven erwarb er 2012 den Master of Arts in Society, Law and Religion. 2013 schloss er das kirchenrechtliche Lizenziatsstudium (Lic. iur. can.) an der KU Leuven sowie den Studiengang Master of Canon Law ab. Seit Wintersemester 2013/2014 vertrat er das Fach Kirchenrecht am Institut für Katholische Theologie der Otto-Friedrich-Universität Bamberg. Im Wintersemester 2014/2015 hatte er einen Lehrauftrag für die Übung Kirchliches Eherecht an der Philosophisch-Theologischen Hochschule Sankt Georgen Frankfurt. Im Wintersemester 2014/2015 habilitierte er sich an der Katholisch-Theologischen Fakultät Würzburg und erwarb die Lehrbefähigung für Kirchenrecht, Kirchliche Rechtsgeschichte und Staatskirchenrecht. Von Februar bis März 2015 war er Akademischer Oberrat am Lehrstuhl für Kirchenrecht der Katholisch-Theologischen Fakultät der Julius Maximilians-Universität Würzburg.
Den Lehrstuhl für Kirchenrecht an der Philosophisch-Theologischen Hochschule Sankt Georgen Frankfurt vertrat er von April 2015 bis zum 13. August 2015, als er diesen übernahm. Vom 1. Oktober 2018 bis zum 15. November 2018 leitete Meckel kommissarisch die Hochschule Sankt Georgen. Seit dem 1. Oktober 2020 ist er Rektor der Hochschule.
Seine Forschungsinteressen/Schwerpunkte sind theologische Grundlegung des Kirchenrechts / Rechtstheologie, Verfassungsrecht, Verkündigungsrecht, Sakramentenrecht, Staatskirchenrecht / Religionsrecht, rechtliche Perspektiven und Entwicklungsmöglichkeiten des schulischen Religionsunterrichts und kirchliche Rechtsgeschichte.
Thomas Meckel ist mit einer Kirchenjuristin verheiratet; das Paar hat zwei Kinder.

## Schriften (Auswahl)
- Religionsunterricht im Recht. Perspektiven des katholischen Kirchenrechts und des deutschen Staatskirchenrechts (= Kirchen- und Staatskirchenrecht. Band 14). Schöningh, Paderborn u. a. 2011, ISBN 3-506-77198-1 (zugleich Dissertation, Würzburg 2010).
- als Herausgeber mit Bernd Dennemarck und Heribert Hallermann: Von der Trennung zur Einheit. Das Bemühen um die Pius-Bruderschaft (= Würzburger Theologie. Band 7). Echter, Würzburg 2011, ISBN 978-3-429-03449-8.
- als Herausgeber mit Sabrina Pfannkuche, Matthias Pulte und Heribert Hallermann: Der Strafanspruch der Kirche in Fällen von sexuellem Missbrauch (= Würzburger Theologie. Band 8). Echter, Würzburg 2011, ISBN 978-3-429-03538-9.
- als Herausgeber mit Sabrina Pfannkuche, Matthias Pulte und Heribert Hallermann: Lebendige Kirche in neuen Strukturen. Herausforderungen und Chancen (= Würzburger Theologie. Band 11). Echter, Würzburg 2015, ISBN 978-3-429-03805-2.
- als Herausgeber mit Markus Graulich und Matthias Pulte: Ius canonicum in communione christifidelium. Festschrift zum 65. Geburtstag von Heribert Hallermann (= Kirchen- und Staatskirchenrecht. Band 23). Schöningh, Paderborn 2016, ISBN 3-506-78565-6.
- als Herausgeber mit Heribert Hallermann, Sabrina Meckel-Pfannkuche und Matthias Pulte: Reform an Haupt und Gliedern. Impulse für eine Kirche "im Aufbruch" (= Würzburger Theologie. Band 14). Echter, Würzburg 2017, ISBN 3-429-03978-9.
- Konzil und Codex – Zur Hermeneutik der Kirchenrechtswissenschaft am Beispiel der christifideles laici. Schöningh, Paderborn u. a. 2017, ISBN 3-506-77254-6.
- Lexikon für Kirchen- und Religionsrecht (LKRR) Bd. 1, hg. v. H. Hallermann – T. Meckel – M. Droege – H. de Wall – Paderborn – München – Wien – Zürich 2019, ISBN 978-3-506-78637-1.